# San Martín del Pimpollar
San Martín del Pimpollar es un municipio de España perteneciente a la provincia de Ávila, en la comunidad autónoma de Castilla y León. Forma parte del partido judicial de Piedrahíta. El término municipal, que incluye también el anejo de Navalsauz, tiene una población de 219 habitantes (INE 2024).

## Geografía
Integrado en la comarca de Alto Tormes, se sitúa a 55 km de la capital provincial. El término municipal está atravesado por la carretera nacional N-502 entre los pK 46 y 50, además de por la carretera provincial AV-941, que permite la comunicación con Navarredonda de Gredos, y por una carretera local que se dirige hacia Hoyos de Miguel Muñoz. 
El relieve del municipio es montañoso, al encontrarse en plena sierra de Gredos. El río Alberche y su afluente el río Piquillo hacen de límite oriental, contando además con numerosos arroyos que discurren por el territorio. Parte del término municipal está incluido en el parque regional de la Sierra de Gredos. Las mayores altitudes se encuentran al sur, siendo en punto más elevado el Risco del Biezo (1983 m). La altitud oscila entre los 1983 m y los 1220 m a orillas del Alberche. La localidad está situada a una altitud de 1337 m sobre el nivel del mar.
| Noroeste: Hoyos de Miguel Muñoz y Navadijos | Norte: Cepeda la Mora | Noreste: Hoyocasero                    |
| Oeste: Navarredonda de Gredos               |                       | Este: Hoyocasero y Villarejo del Valle |
| Suroeste: El Arenal                         | Sur: Cuevas del Valle | Sureste: Villarejo del Valle           |

Tiene una superficie de 45,64 km².

## Demografía
San Martin del Pimpollar cuenta con una población de 219 habitantes (INE 2024).
| Gráfica de evolución demográfica de San Martin del Pimpollar entre 1842 y 2021 |
| |
| Población de derecho según los censos de población del INE. Población de hecho según los censos de población del INE.Entre el censo de 1857 y el anterior, disminuye el término del municipio porque independiza a Hoyos de Miguel Muñoz. |